# رسوميات حاسوبية

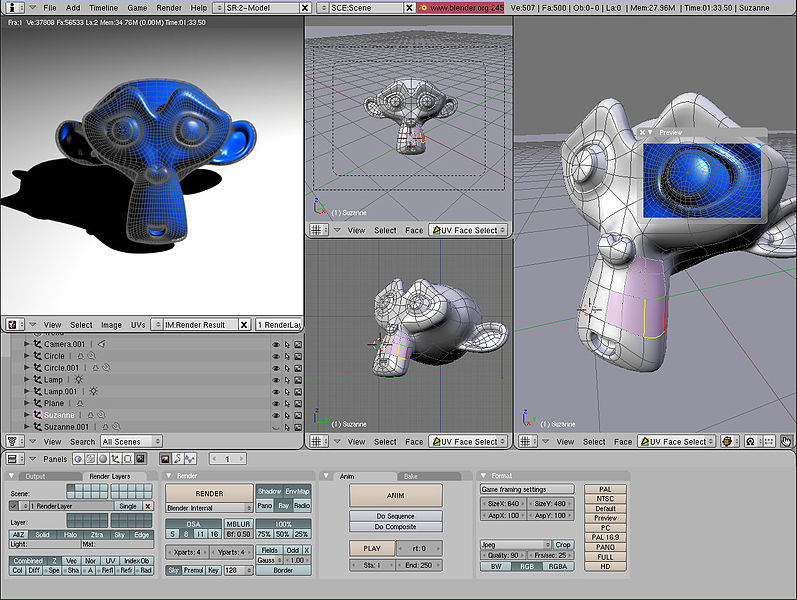
لقطة شاشة من برنامج بلندر إصدار 2.45 تعرض اختبار لنموذج ثلاثي الأبعاد.

الرُّسُومِيَّاتُ الحَاسُوبِيَّةُ أو الرسومات الحاسوبية أو جرافيك الحاسوب (بالإنجليزية: Computer graphics) مصطلح يشير إلى مجال البيانات الصورية، التي تم إنشاؤها بواسطة الحاسوب وبالتحديد عبر مساعدة من الأجهزة الرسومية المتخصصة والبرمجيات. تعتبر الرسومات الحاسوبية أحد أهم التقنيات المستخدمة في مجال التصوير التقني والأفلام وألعاب الفيديو والهواتف المحمولة وأجهزة العرض المرئي وغيرها من المجالات والتقنيات المتخصصة. تمثل الرسوميات الحاسوبية مجال واسع وحديث من علم الحاسوب، والذي يدرس طرق تركيب ومعالجة المحتوى المرئي. بالرغم من أن المصطلح غالبا ما يشير إلى الرسومات ثلاثية البعد، فإنها تضم أيضا الرسومات ثنائية البعد ومعالجة الصور.

## تاريخها

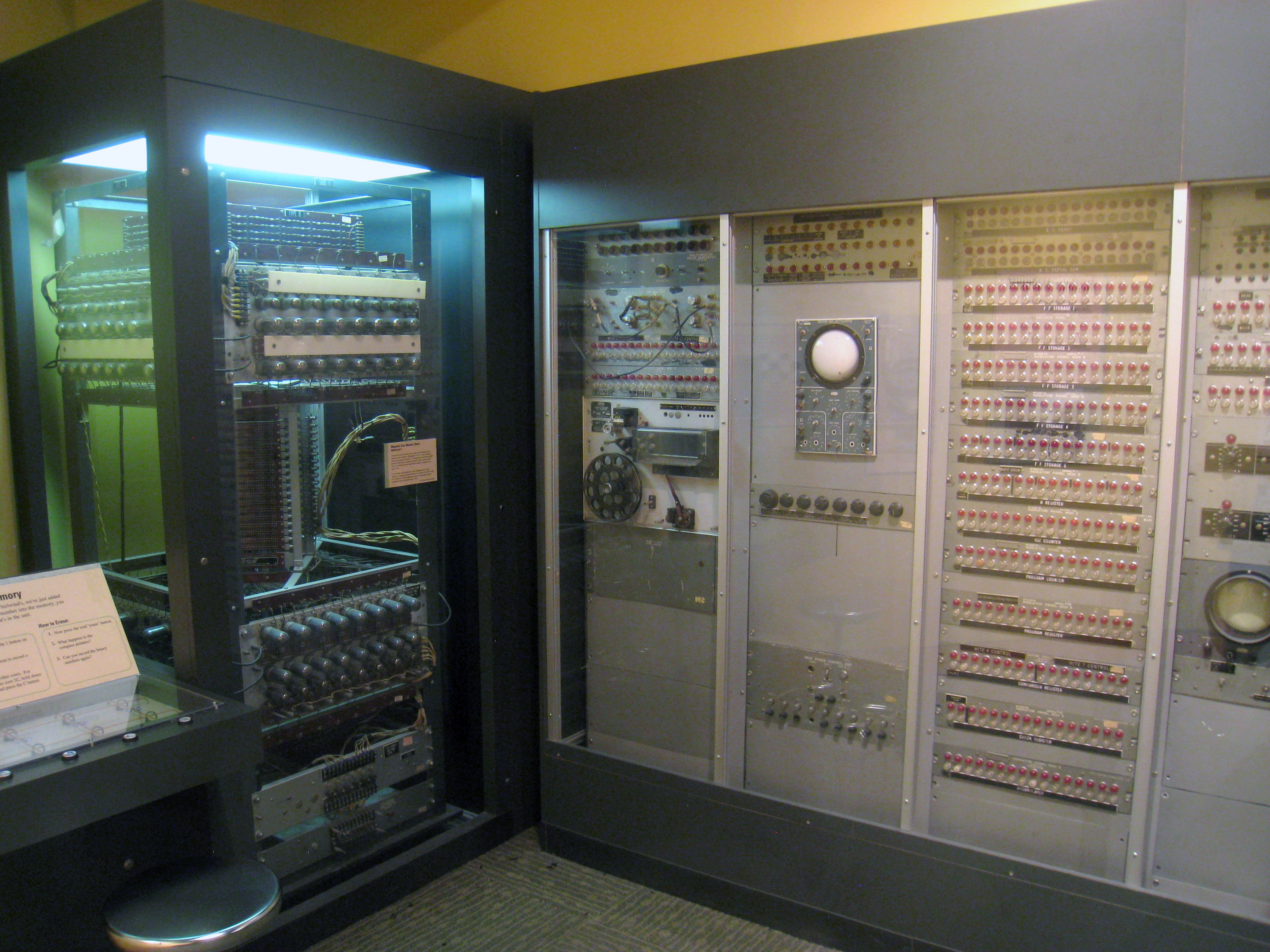
SAGE Project مكونات حاسوب دوامة هوائية

ما بين عام 1940 و1950 اعتبر جون ويتني (John Whitney, Sr) من أوائل الرواد وواحد من آباء رسوم الكمبيوتر المتحركة (computer animation)،  عُرف مصطلح رسومات حاسوبية في بداية الستينيات بواسطة وليام آلان فتر (William Fetter)،  وهو مصمم رسومات لشركة بوينغ الأمريكية.

ظهر مصطلح رسومات الحاسوب مع ظهور عتاد الرسومات. وقدمت مشاريع مبكرة مثل دوامة هوائية وSAGE Projects شاشة صمام الشعاع الكاثودي كشاشة قابلة للتطبيق وقد قدمت أيضا واجهه تفاعلية والقلم الضوئي كجهاز ادخال.
كما أدى التقدم في الحوسبة ومكونات العتاد إلى الوصول لرسومات حاسوب تفاعلية. ففي عام 1959، طُوًر حاسوب TX-2 في معمل لينكولن في ام أي تي والذي تكامل مع عدد من الواجهات الجديدة. كما أمكن استخدام القلم الضوئي في رسم اسكتشات على الحاسوب باستخدام برنامج إيفان سذرلاند الثوري. كما أدى تطوير هذا البرنامج الي جعل Ivan Sutherland الأب الروحي لرسومات الحاسوب التفاعلية وواجهات الحاسب الرسومية. كما طورت شركة جنرال موتورز أول نظام تصميم بمساعدة الحاسوب تصميم بمساعدة الحاسوب وهو DAC-1.
وأدت الأبحاث في معهد ام اي تي إلى تشكيل صناعة الحاسوب الأولي. فاهتمت شركات كثيرة بهذه الصناعة مثل شركة اي بي ام التي استجابت لهذه الصناعة وتأثرت بها سريعا باصدار IBM 2250 وهو أول جهاز حاسوب تجاري مخصص للرسومات. وأسست بعد ذلك شركات كثيرة في منتصف الستينيات منها TRW وLockhead وجنرال إلكتريك وSperry Rand.
وفي عام 1969 قامت رابطة رابطة مكائن الحوسبة بتأسيس جمعية SIGGRAPH المتخصصة في مجال الرسومات والتي تنظم مؤتمرات وتضع معاير الرسومات وتصدر وتشرف على المنشورات في مجال الرسومات. وفي عام 1973 أقيم أول مؤتمر سنوي للجمعية والذي أصبح واحد من توجهاتها، وزادت أهميتها وزاد توسعها في مجال الرسومات مع الوقت. ومعظم التطورات والطفرات الهامة في مجال الرسومات حدثت في جامعة Utah في السبعينات.
وفي الثمانينيات بدأ فنانون ومصمموا الرسومات في امتلاك أجهزة الحاسب الشخصية وعلى وجه الخصوص جهازي Commodore Amiga وماكنتوش كأداة تصميم جادة تستطيع توفير الوقت والرسم بدقة أكبر من الطرق الأخرى. حيث توفرت أجهزة ادخال جديدة مثل الفأرة ولوح الرسومات والطابعات الملونة وفي أواخر الثمانينيات استخدمت أجهزة SGI لاتشاء أول الأفلام الحاسوبية القصيرة في الاستوديوهات والشركات. وأجهزة الحاسوب الحالية التي يعود تاريخها إلى الثمانينيات تستخدم الواجهة الرسومية لتمثيل البيانات والمعلومات بالرموز والأيقونات والصور بدلا من النصوص. الرسومات هي واحدة من خمس عناصر لتقنيات الوسائط المتعددة (النص، الصوت، الرسومات، الفيديو، التطبيقات التفاعلية).
أصبحت الرسومات ثلاثية الابعاد أكثر شهرة في التسعينيات في الألعاب والوسائط المتعددة وفي عام 1995 كان فيلم حكاية لعبة أول فيلم ثلاثي الأبعاد بالكامل منتج بواسطة الحاسوب وعرض في السينمات العالمية. وفي عام 1996 كانت لعبة Quake من أول الألعاب ثلاثية الأبعاد بالكامل. ومن حينها ورسومات الحاسب في ازدهار وتطور وازدياد في الواقعية نظرا لتطور العتاد وبرامج الرسومات.

## أنواع الرسومات

### الرسومات ثنائية البعد
الرسومات ثنائية الأبعاد هي صورة رقمية مولدة عن طريق الحاسوب، وغالبا ما تكون مولدة من نماذج ثنائية الأبعاد بتقنيات تحددها هذه النماذج. وهذه الرسومات ثنائية الأبعاد تُستخدم بشكل أساسي في برامج صُممت في الأصل لتقنيات الطباعة والرسم مثل علم الطباعة وعلم الخرائط والرسم الصناعي والإعلان وغيرها. وفي هذه البرامج لا تعتبر هذه الرسومات تمثيلا للعالم الحقيقي فحسب، بل تعتبر منتج مستقل ذو قيمة إضافية، فإن هذه الرسومات هي المفضلة في التقنيات السابقة لأنها تعطي تحكما مباشرا للصورة أكثر من الرسومات ثلاثية الأبعاد.

### رسومات ثلاثية البعد

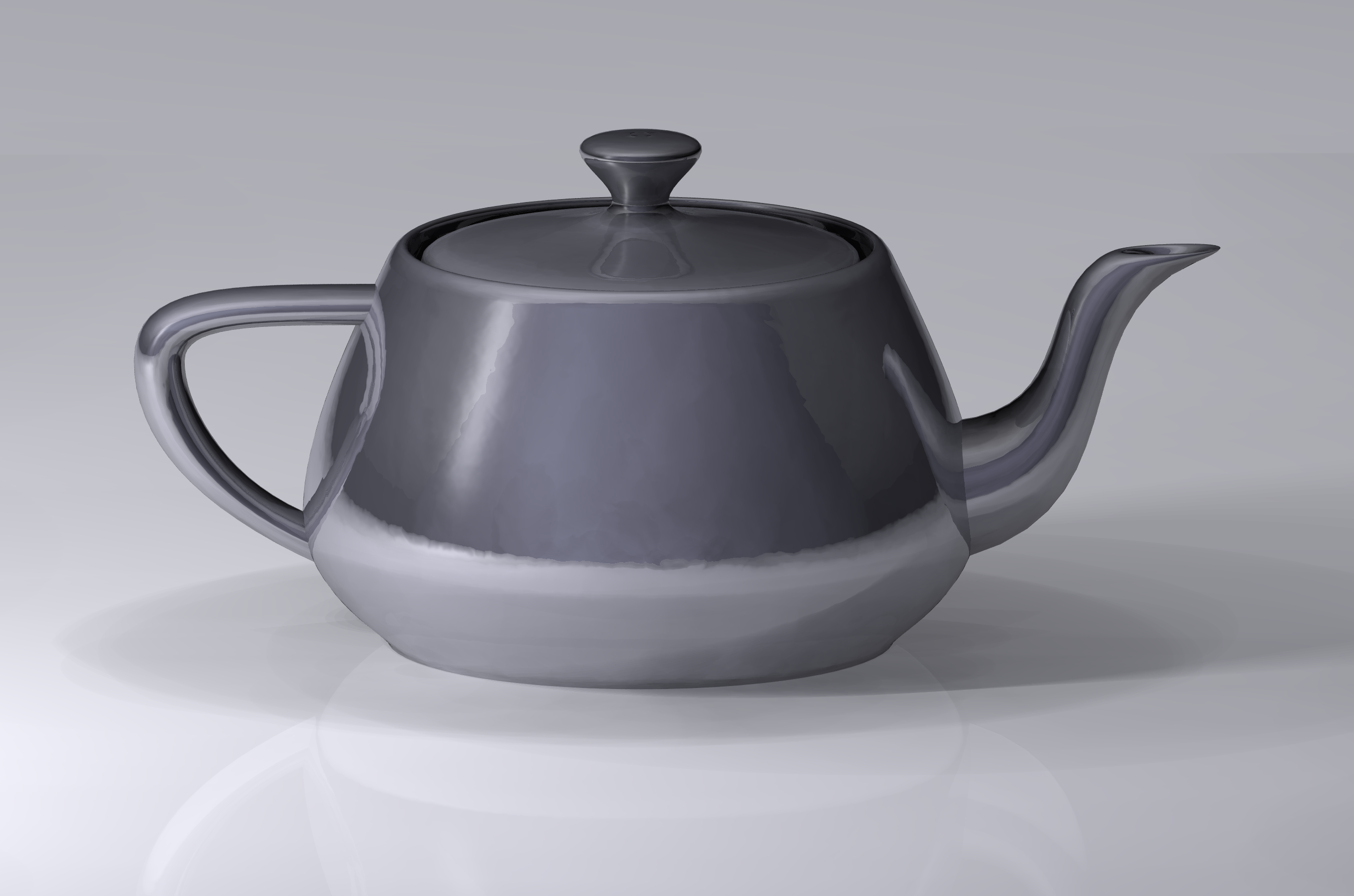
إبريق شاي يوتاه، نموذج تم صنعه من قبل مارتن نيويل (1975)

الرسومات ثلاثية الأبعاد (على خلاف الرسومات ثنائية الأبعاد) هي نوع من الرسومات الحاسوبية التي تستخدم التمثيل ثلاثي الأبعاد للبيانات الهندسية التي يتم تخزينها في الحاسوب لأغراض أداء الحسابات وتصيير الصور ثنائية الأبعاد. وفي الصورة على اليسار يظهر أول نموذج مجسم ثلاثي الأبعاد تم صنعه بواسطة مارتن نيويل عام 1975 في جامعة Utah، يوجد هذا الشكل مضمنا داخل معظم البرامج ثلاثية الأبعاد، أما الإبريق الحقيقي فهو موجود بالمتحف الوطني لتاريخ الحاسوب بالولايات المتحدة الأمريكية، كاليفورنيا.

### فن البكسل
فن البكسل هو أحد أقسام الفن الرقمي الرسومي الحديث، أُسس خلال استخدام برمجيات رسومات الرستر حيث يتم تعديل أو رسم الصورة في مستوى دقيق جداً وهو مستوى البكسل (مستوى تكوين وحدة الصورة).
وهي الرسوم التي تستخدم عادةً في الألعاب القديمة، (مثل أجهزة المنصاب القديمة كسيجا، ومثل لعبة جهاز نينتندو إنترتينمنت سيستم ماريو) أو ألعاب كثير من أجهزة الموبايل القديمة أو الحالية هي رسوم فن البكسل.

### رسومات متجهية

صورة توضح الفرق في التقريب بين الرسومات المتجهية ورسومات الرستر حيث في الأعلى الصورة مقرية 7 مرات بالرسومات المتجهية وفي الأسفل مقربة باستخدام رسومات الرستر

الرسومات المتجهية (بالإنجليزية: Vector graphics) هي رسومات حاسوبية. الرسومات التي تستعمل الأشكال الهندسية مثل النقط والخطوط والمنحنيات التي تعتمد على المعادلات الرياضية في تمثيل الصور.

### رسومات حاسوبية متحركة

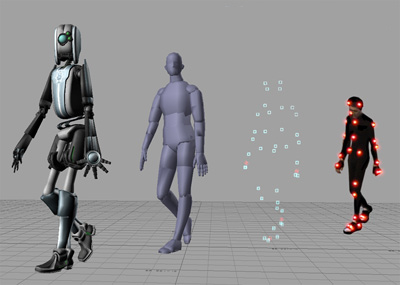
مثال لصورة متحركة تم التقاتها بواسطة تقنية تثبيت الحركة (Motion capture)

الرسومات الحاسوبية المتحركة (بالإنجليزية: Computer animation) هي فن تكوين الصور المجسمة باستخدام الحاسوب وهي فرع من فروع الرسومات والرسوم المتحركة الحاسوبية وعادة ما يتم تصميميها بواسطة رسومات ثلاثية الأبعاد، وبالرغم من زيادة العمل بها، إلا أن التطبيقات ثنائية الأبعاد ما زالت تعطي نتائج أسرع وإظهار جذاب حتى بالحواسب ذات القوى المتوسطة. قد يستخدم المنتج النهائي للرسومات الحاسوبية لوسائط مثل الأفلام أو للحاسوب نفسه. التقنية تعرف أيضا باسم الرسومات المنتجة بواسطة الحاسوب (Computer Generated Imagery CGI)
لخلق خداع بصري، كل صورة أو كادر يظهر على شاشة الحاسوب، يتم استبدالها بسرعة بصورة أخرى تشابة الصورة السابقة تماما ويوجد بها تعديل بسيط باتجاه الحركة، مثل تحريك الشكل الموجود بالصورة قليلا، كل صورة يزيد بها معدل الحركة عن الصورة التي تسبقها بمعدل بسيط جدا ولكنة يُحدث تأثير مع زيادة عدد الكادرات وتعاقبها في سرعة حتى يتم خداع العين ويترجم العقل الصور المتعاقبة إلى حركة.
رسومات الحاسوب هي تقنية لا غنى عنها في الرسومات ثلاثية الأبعاد وكذلك الحركة التي تعتمد علي الكادرات المتعاقبة للرسومات ثنائية الأبعاد. بالنسبة للرسومات ثلاثية الأبعاد، الأجسام -أو الأشكال- تم بنائها أو تشكيلها يتم كسوتها بهيكل افتراضي، أما في حالة الرسومات ثنائية الأبعاد، فالرسومات تكون غالبا منفصلة في وجود طبقات شفافة غير مرئية بينها، ولا يشترط أن يجمعهم هيكل افتراضي. يتم بعدها ترجمة الحركة، الموجود في أجزاء الجسم أو الشكل -أو التكوين- المختلفة بواسطة محرك لمفتاح الكادر. الفارق بين المظهر النهائي للكادرات يتم حسابة بشكل آلي ثم في النهاية يتم إظهار الحركة بشكل نهائي.

## أقسامها
- معالجة الصور.
- رسومات ثنائية الأبعاد 2D.
- تصميم ثلاثي الأبعاد 3D.
- الرسومات المتجهة (Vector graphics) مثل ملفات الفلاش.
- رسومات متحركة Animation.